# Selimova mošeja, Odrin
Selimova mošeja (turško Selimiye Camii) je osmanska cesarska mošeja v mestu Odrinu (prej Adrianople) v Turčiji. Mošejo je naročil sultan Selim II., zgradil pa jo je cesarski arhitekt Mimar Sinan med letoma 1568 in 1575. Sinan jo je smatral za svojo mojstrovino in je eden najvišjih dosežkov islamske arhitekture kot celote in zlasti osmanske arhitekture.
Leta 2011 je bila vključena v Unescov seznam svetovne dediščine.

## Opis
Ta velika mošeja stoji v središču külliye (kompleks stavb okoli mošeje, ki sestoji iz bolnišnice, šole, knjižnice in/ali kopališča okoli mošeje), in obsega medreso (islamska akademija, ki poučuje tako islamske kot znanstvene lekcije), dar-ül hadis (Al-Hadith šola), dar al-shifa ("klinike"), soba za merjenje časa in arasta (vrsta trgovin) ter turško kopel. V tej mošeji je Sinan uporabil osmerokotni podporni sistem, ustvarjen z osmimi stebri, vrezanimi v kvadratno lupino sten. Štiri polkupole na vogalih kvadrata za oboki, ki izvirajo iz stebrov, so vmesni odseki med stenami in ogromno kupolo, ki ima 31,25 metra v premeru s kroglastim profilom.
Medtem ko so bile običajne mošeje omejene s segmentirano notranjostjo, je bila Sinanova prizadevanja v Odrinu struktura, ki je omogočila ogled mihraba s katerega koli mesta v mošeji. Mošeja Selima II., obdana s štirimi visokimi minareti, ima na vrhu veliko kupolo. Okoli preostalega dela mošeje je bilo veliko prizidkov: knjižnice, šole, bolnišnice, kopalnice, ljudke kuhinje za revne, tržnice, bolnišnice in pokopališče. Te priloge so bile aksialno poravnane in združene, če je bilo mogoče. Pred mošejo je pravokotno dvorišče s površino, ki je enaka površini mošeje. Inovacija pa ne izvira iz velikosti stavbe, temveč iz organizacije njene notranjosti. Mihrab je potisnjen nazaj v apsidno nišo z dovolj globokim prostorom, ki omogoča osvetlitev oken s treh strani. To ima učinek, da ploščice spodnjih sten zasijejo z naravno svetlobo. Združitev glavne dvorane tvori zlit osmerokotnik s kupolo pokritim kvadratom. Osmerokotnik, ki ga tvori osem masivnih kupolastih podpor, prebijajo štirje vogali kvadrata, pokriti s polovico kupole. Lepota, ki izhaja iz skladnosti geometrijskih oblik, zajetih ena v drugo, je bila vrhunec Sinanovega vseživljenjskega iskanja enotnega notranjega prostora.
Ob bolgarskem obleganju Odrina leta 1913 je bolgarsko topništvo zadelo kupolo mošeje. Zaradi izjemno trdne konstrukcije kupole je mošeja napad preživela le z manjšo škodo. Po naročilu |Mustafe Kemala paše od takrat ni bila obnovljena, da bi služila kot opozorilo prihodnjim rodovom. Nekaj poškodb je vidnih na podobi kupole zgoraj, pri temno rdeči kaligrafiji in blizu nje na neposrednem mestu levo od osrednjega modrega območja.
Leta 1865 je Baha Ulah (Baháʼu'lláh) , ustanovitelj vere bahajstvo (Baháʼí), prispel s svojo družino v Odrin kot ujetnik Osmanskega cesarstva in bival v hiši blizu Selimove mošeje, ki jo je pogosto obiskoval do 1868. Bilo je v mošeji, kjer naj bi imel odprto razpravo z Mírzá Yaḥyá Núrí (znan tudi pod naslovom Ṣubḥ-i-Azal), pomemben dogodek v razcepu vere babizem, kar je na koncu privedlo do oblikovanja vere bahajstvo, ki jo je vodil Baha Ulah in vere Azali Bábi, ki jo je vodil Mírzá Yaḥyá.
Mošeja Nizamiye v Republiki Južni Afriki je narejena po vzoru Selimove mošeje.  Kljub temu, da je 80 % velikosti Selimove, je mošeja Nizamiye največja na južni polobli.

## Arhitektura

### Zunanjost
Selimova mošeja je bila zgrajena na vrhuncu osmanske vojaške in kulturne moči. Ko je cesarstvo začelo rasti, si je cesar prizadeval centralizirati Odrin. Sinana so prosili za pomoč pri gradnji Selimove mošeje, s čimer je mošeja postala značilna in služila namenu centralizacije mesta.
Eden od Sinanovih primarnih ciljev pri gradnji je bil, da bi bila videti kot ena enota, če jo gledamo od znotraj ali od zunaj, in ne kot zbirka ločenih gmot, ki jih ustvarja kaskada manjših kupol in pol kupol, ki se uporabljajo v večini osmanskih mošej. Zato se je odločil, da bo v veliki meri opustil običajno obilico podpornih kupol v korist ene velikanske kupole z eno lupino, kar je ambiciozno prizadevanje glede na to, da manjše kupole in pol kupole prenesejo obremenitev večjih osrednjih kupol. Še en od Sinanovih primarnih ciljev je bil preseči velikost osrednje kupole Hagije Sofije in dejansko je po dokončanju zmagoslavno zapisal: »V tej mošeji sem [je] postavil kupolo, šest komolcev višjo in štiri komolce širšo od kupole Hagije Sofije«.
Da bi poudarili in pritegnili pozornost na centralizirano strukturo mošeje, je bila iz zasnove opuščena tradicionalna umestitev različno velikih minaretov. Namesto tega so bili na vsakem vogalu marmornega dvorišča zasajeni štirje enaki minareti, ki so uokvirili osrednjo kupolo. Po besedah osmanskega učenjaka Gulruja Necipogluja štirje navpično zaobljeni, simetrični minareti krepijo potisk navzgor in izstrelijo proti nebu kot rakete iz vsakega vogala mošeje. Z veliko kupolo, ki se je subtilno dvigala iz središča, se je harmonično prepletala s pol kupolami, utežnimi stolpi in oporniki, ki so se gnetli okoli nje. Veljalo je, da naj bi krožna arhitektura potrdila enost v človeštvu in izzvala preprosto ideologijo kroga življenja. Vidne in nevidne simetrije, ki so bile izzvane iz zunanjosti in notranjosti mošeje, so morale priklicati Božjo popolnost skozi preprosto in močno strukturo kupole in golega kamna.

### Notranjost
Notranjost mošeje je prejela velika priznanja zaradi svojih čistih, preprostih linij v sami strukturi. Z monumentalno zunanjostjo, ki razglaša bogastvo in moč Osmanskega cesarstva, je preprosta simetrična notranjost opozarjala, da morajo sultani vedno zagotoviti ponižno in zvesto srce, da bi se povezali in komunicirali z Bogom. Vstopiti je bilo treba pozabiti na moč, odločnost, bogastvo in tehnično obvladovanje Osmanskega cesarstva. Skozi množico majhnih oken so se pretakale luči, izmenjava šibke svetlobe in teme pa je bila razložena kot nepomembnost človeštva. Selimova mošeja ni navdušila javnosti le z ekstravagantno simetrično zunanjostjo, ljudi je osupnila tudi z navadno simetrično notranjostjo, saj je povzela vso osmansko arhitekturno razmišljanje v eno preprosto čisto obliko.
Mošeja je bila upodobljena na hrbtni strani turških bankovcev za 10.000 lir iz leta 1982-1995. Mošeja je bila skupaj s külliye leta 2011 uvrščena na Unescov seznam svetovne dediščine.

## Galerija
- Kupola in minareti
- Notranjost glavne kupole
- Notranost mošeje
- Osrednji del mošeje z juga
- Dvorišče mošeje
- Notranjost mošeje
- Ploščice v mihrabu
- Notranjost
- Zunanjost